# Cophus velutinus
Cophus velutinus är en insektsart som beskrevs av Bonfils 1981. Cophus velutinus ingår i släktet Cophus och familjen syrsor. Inga underarter finns listade i Catalogue of Life.